# Markéta Švédská
Markéta Eriksdotter Švédská (asi 1155–1209) byla švédská princezna a norská králová co manželka Sverre Sigurdssona.

## Život
Markéta byla dcerou Erika IX. Švédského a jeho manželky Kristiny Björnsdotter. V roce 1189 se provdala za norského krále Sverreho. Během manželství je zmiňována jen sporadicky, hlavně ve spojitosti s pokusem Nikolase Arnessona stát se biskupem ve Stavangeru.
V roce 1202 ovdověla a vrátila se do Švédska na své pozemky ve Västergötlandu a Värmlandu.
Byla však nucena svou dceru Kristinu zanechat v Norsku, protože její bratr, nový král Haakon III. Norský, ji chtěl mít u dvora. Do Norska se vrátila až o dva roky později.
1. ledna 1204, dva dny po jejím návratu do Norska, zemřel její nevlastní syn Haakon III. Markéta byla podezřelá z toho, že ho nechala otrávit, a jeden z jejích sloužících byl nucený podstoupit zkoušku žhavým železem místo ní. Ve zkoušce ale selhal, byl popálen a nakonec utopen. Markéta utekla zpět do Švédska.
Do země se ještě naposledy vrátila v roce 1209 u příležitosti svatby své dcery Kristiny se spoluvládcem Norska Filipem Simonssonen, které se osobně zúčastnila. Hned poté onemocněla a zemřela o několik týdnů později.